# Ratpenat cuallarg de Railer
El ratpenat cuallarg de Railer (Mops thersites) és una espècie de ratpenat de la família dels molòssids, que viu a Sierra Leone, Libèria, Costa d'Ivori, Ghana, Nigèria, el Camerun, Zaire, Ruanda, l'illa de Bioko, a Guinea equatorial, i possiblement a Moçambic.
Està amenaçat per la pèrdua del seu hàbitat natural.